# 苏康码

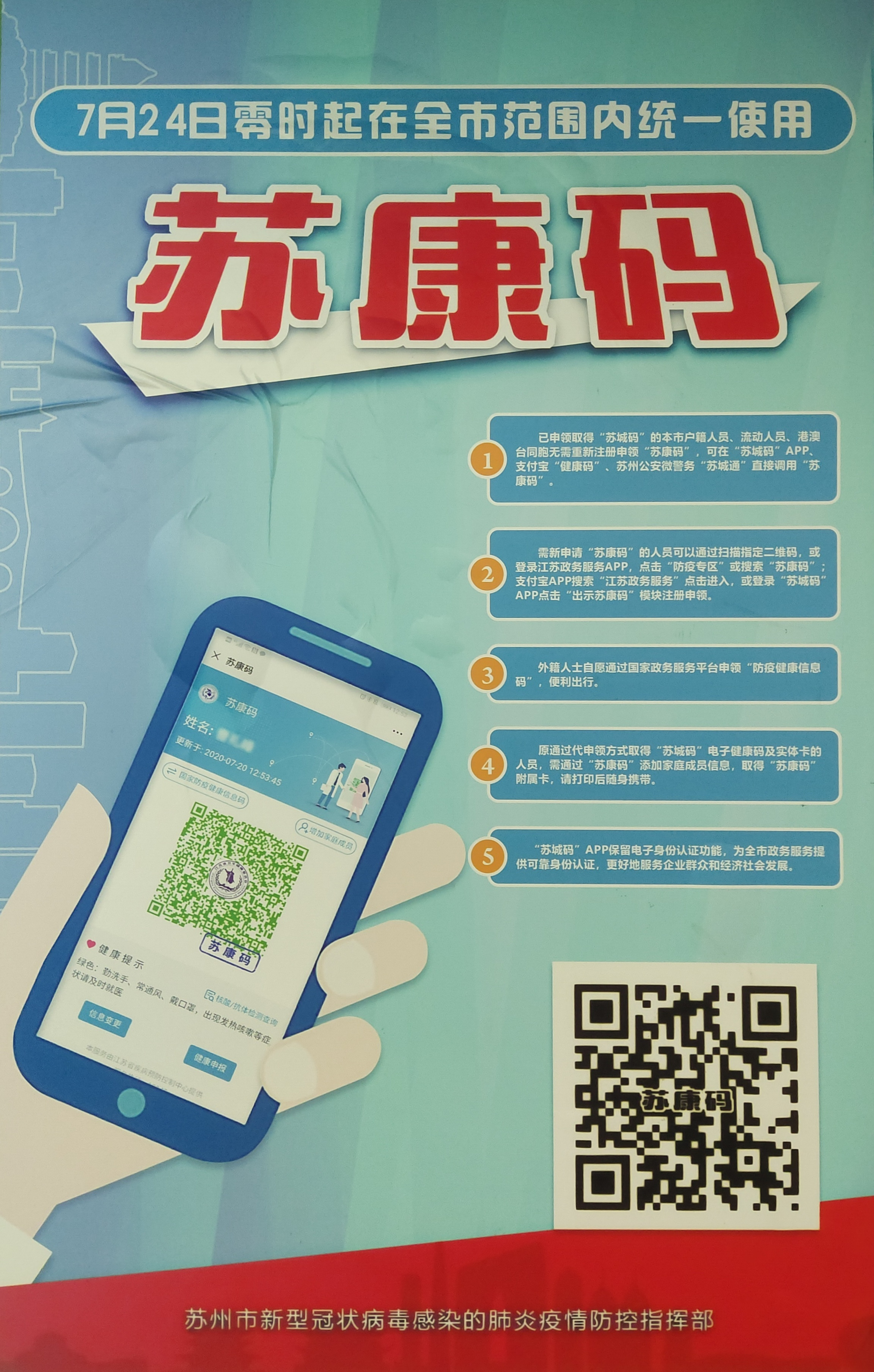
苏康码（宣传海报）

苏康码是由中华人民共和国江苏省疾病预防控制中心提供的一项服务二维码，于2020年3月正式上线。该二维码用于2019冠状病毒病的疫情防控（即健康码），按红、黄、绿三色标识，分别代表高、中、低风险人群。江苏省内所有来返苏人员以及在苏停留人员可以在江苏政务服务APP、“江苏政务服务”支付宝小程序、“苏服办”微信小程序和江苏各市自己的政务服务APP内进行申领和出示使用。截至2022年1月12日，“苏康码”注册总数已经超过1亿1507万。2022年12月，苏康码开始提供最近一次核酸检测结果查询，绿色底面代表阴性，红色代表阳性，黄色代表混管阳性。